# Muganza (Kagera)
Muganza è una circoscrizione rurale (rural ward) della Tanzania situata nel distretto di Ngara, regione del Kagera. Conta una popolazione di 15 000 abitanti (censimento 2012).